# Bunyaviridae
Bunyaviridae ou buniavírus é uma família de vírus RNA com fita simples, segmentada, de sentido negativo, com replicação ambissenso, diâmetro de 80 a 120nm. Usam roedores como reservatórios e artrópodes para como vetores. Podem ser encontrados em todo o mundo e ocasionalmente infectam humanos. Infectam células nervosas e endotélio vascular. A espécie mais famosa dessa família é o Hantavírus.

## Gêneros
- Hantavirus causam Síndrome cardiopulmonar por hantavírus nas Américas e nefrite viral na Eurásia
- Nairovirus
- Orthobunyavirus
- Phlebovirus
- Tospovirus